# Фотометрическая величина
Фотометри́ческая величина́ (др.-греч. φῶς, род. п. φωτός — свет и μετρέω — измеряю) — аддитивная физическая величина, определяющая временно́е, пространственное, спектральное распределение энергии оптического излучения и свойств веществ, сред и тел как посредников переноса или приёмников энергии (определение из ГОСТ 26148—84). Иными словами, Ф. величины описывают свойства света или сред, связанных с его передачей. Используются в фотометрии, оптике и других отраслях науки и техники.
По количественному выражению фотометрические величины делятся на следующие группы:
- Энергетические фотометрические величины
- Фотонные фотометрические величины. Фото́нная фотометри́ческая величина́ — это фотометрическая величина, количественно выражаемая в безразмерных единицах числа фотонов и производных от него. Фотонные фотометрические величины обозначаются индексом «p», например, Xp.
- Редуцированные фотометрические величины

По широте использования среди редуцированных фотометрических величин выделяются световые величины. Данное обстоятельство предопределило то, что только для световых величин в Международной системе единиц (СИ) была определена единица измерения — кандела — являющаяся одной из основных единиц СИ.
Распределения фотометрических величин во времени, пространстве и по спектру описываются с помощью:
- Распределений фотометрических величин во времени
- Индикатрис фотометрических величин
- Спектральных распределений фотометрических величин

Средством измерения фотометрических величин служат фотометры.